# Anna Kendrick
Anna Kendrick (Portland (Maine), 9 augustus 1985) is een Amerikaanse actrice en zangeres. Ze begon haar acteercarrière als kind in toneelproducties. Haar eerste grote rol was in de 1998 Broadway-musical High Society, waarvoor ze een Tony Award-nominatie voor beste actrice in een bijrol in een musical ontving. Haar filmdebuut kwam enkele jaren later in de musicalkomedie Camp.
Anna Kendrick raakte bekend bij het grote publiek dankzij haar bijrol in The Twilight Saga (2008-2012). In 2009 werd Kendrick genomineerd voor een Academy Award voor beste actrice in een bijrol voor de film Up in the Air (2009). In 2012 speelde ze de hoofdrol in de komedie Pitch Perfect, een rol die ze in 2015 en 2017 hernam voor de sequels.

## Biografie
Kendrick werd geboren op 9 augustus 1985 als dochter van een accountant en een geschiedenisleraar met een achtergrond in de financiële wereld. Ze heeft Engelse, Ierse en Schotse wortels. Ze heeft een oudere broer die een kleine rol speelde in de film Looking for an Echo (2000). Kendrick behaalde haar middelbareschooldiploma in Portland, waarna ze naar Los Angeles verhuisde om zich te wijden aan haar acteercarrière.

## Carrière

### Vroege carrière, theater- en filmdebuut
Kendrick begon haar acteercarrière als kind, ze ging geregeld op en af naar New York voor audities in toneelproducties. Op haar 12de speelde ze een bijrol in de Broadway-musical High Society (1998). Hiervoor heeft ze een Theater World Award gewonnen, evenals nominaties voor de Drama Desk Awards en Tony Awards. Enkele jaren later, in 2003, was Anna Kendrick te zien in de uitvoering van de New York City Opera van Stephen Sondheims musical A Little Night Music.
Kendrick maakte haar debuut op het grote scherm in 2004 met haar rol als Fritz in de musical-komedie Camp. Dankzij deze rol wist ze een Independent Spirit Award voor Beste Debuut in de wacht te slepen. Haar volgende rol kwam er in 2007 met de adembenemend snel sprekende kapitein van het schooldebatteam in Rocket Science (2007). Hiervoor kreeg ze andermaal een nominatie voor een Independent Spirit Award voor Beste Actrice in een Bijrol.

### Twilight, Up in the Air
Kendrick raakte in 2008 bekend bij het grote publiek met haar bijrol in verfilming van de romantische fantasieserie Twilight, gebaseerd op de boeken van Stephenie Meyer. Anna Kendrick speelde er Jessica Stanley, een vriendin van hoofdpersonage Bella Swan. In 2009 verscheen ze in de komedie The Marc Pease Experience, en speelde ze haar eerste hoofdrol in de thriller Elsewhere. Ook hernam ze dat jaar haar rol als Jessica Stanley in The Twilight Saga: New Moon.
Vervolgens was ze samen met George Clooney te zien in de film Up in the Air van regisseur Jason Reitman. Haar vertolking als de ambitieuze Nathalie werd op zeer positieve kritieken onthaald. Anna Kendrick werd ervoor genomineerd als beste actrice in een bijrol op verschillende prijzenfestivals, waaronder de Academy Awards, Golden Globe Awards, Screen Actors Guild Awards en BAFTA Awards.
In 2010 hernam Kendrick opnieuw haar rol als Jessica Stanley in The Twilight Saga: Eclipse. Later dat jaar was ze te zien in Scott Pilgrim vs. the World, waar ze voor het eerst haar goede vriendin Aubrey Plaza op de set ontmoette. De film was niet bepaald een box office succes, maar heeft sindsdien een status als cult klassieker verkregen. In 2011 speelde ze een onervaren psychologe in de door recensenten hoog geprezen dramakomedie 50/50. Later datzelfde jaar keerde ze nog eenmaal terug naar de Twilight-set voor Breaking Dawn – Part 1.

### Vanaf 2012
In 2012 speelde Kendrick met Chace Crawford in de romantische ensemble komedie What to Expect When You're Expecting. Ze leende haar stem ook aan een personage in de stop-motion-animatiefilm ParaNorman. Vervolgens speelde ze in de succesvolle criminele thriller End of Watch, waarin ze de vriendin van Jake Gyllenhaals personage vertolkt. Ze had ook een kleine rol in Robert Redfords politieke thriller The Company You Keep.
Kendricks grote doorbraak kwam er met de muzikale komedie Pitch Perfect (2012), waarin ze het hoofdrolpersonage Beca speelt. De film werd goed onthaald bij publiek en recensenten. In Pitch Perfect zingt Kendrick het liedje Cups, wat ze later ook uitbracht als een single en haar driemaal platina opleverde.
In 2013 verscheen Kendrick in de romantische komedie Drinking Buddies. Deze voornamelijk geïmproviseerde film ontving goede kritieken. Dit in tegenstelling tot haar film van later dat jaar, de cynische fantasiekomedie Rapture-Palooza.
Op het Sundance Film Festival in januari 2014 was Kendrick te zien in drie films. Ze speelde de hoofdrollen in de komediedrama Happy Christmas en de horrorkomedie The Voices, die beide voornamelijk goede recensies ontvingen. Verder was ze er te zien in een bijrol in de zombiekomedie Life After Beth.
In 2014 speelde ze samen met Jeremy Jordan in de romantische musical The Last Five Years, een adaptatie van een off-Broadwaymusical. De film ontving gemengde kritieken, maar Anna Kendrick zelf werd alom geprezen voor haar verbluffende vertolking. Tegenwoordig wordt deze film ook wel omschreven als "La La Land voor cynisten". De film verscheen voor het eerst op het filmfestival van Toronto waar ze ook te zien was in de dramakomedie Cake met Jennifer Aniston.
In december dat jaar was Kendrick te zien als Assepoester in Disneys Into the Woods, een filmadaptatie van Stephen Sondheims musical. De film werd een gigantisch commercieel succes en werd op voornamelijk warme kritieken onthaald.
In 2015 speelde Kendrick een kleine rol in Digging for Fire, dat in première ging op het Sundance Film Festival. In mei dat jaar hernam ze haar rol als Beca Mitchell voor Pitch Perfect 2. Deze film wist meer mensen dan zijn voorganger naar de cinema's te lokken. Vervolgens was Kendrick samen met Sam Rockwell te zien in de actiekomedie Mr. Right. Deze film verscheen voor het eerst op het 2015 Toronto International Film Festival. Ze speelde ook in de dramakomedie The Hollars, die op het 2016 Sundance Film Festival voor het eerst te zien was. Later dat jaar verscheen de film Get a Job, een coming-of-age film met Miles Teller die al enkele jaren vervolledigd op de plank lag. Verder speelde Kendrick in 2016 in de succesvolle komedie Mike and Dave Need Wedding Dates met Zac Efron, Adam DeVine en Aubrey Plaza, sprak (en zong) ze de stem van hoofdpersonage Poppy in voor de animatiefilm Trolls en verscheen ze naast Ben Affleck in de actiethriller The Accountant. In 2017 was Kendrick te zien in de komedies Table 19 en Pitch Perfect 3.
Kendrick bracht in 2016 een autobiografisch boek uit getiteld Scrappy Little Nobody.

## Filmografie
*Exclusief televisiefilms

### Films
| Jaar | Film                                    | Rol                | Opmerkingen              |
| ---- | --------------------------------------- | ------------------ | ------------------------ |
| 2003 | Camp                                    | Frizi Wagner       |                          |
| 2007 | Rocket Science                          | Ginny Ryerson      |                          |
| 2008 | Twilight                                | Jessica Stanley    |                          |
| 2009 | Elsewhere                               | Sarah              |                          |
| 2009 | The Marc Pease Experience               | Meg Brisman        |                          |
| 2009 | Up in the Air                           | Natalie Keener     |                          |
| 2009 | The Twilight Saga: New Moon             | Jessica Stanley    |                          |
| 2010 | The Twilight Saga: Eclipse              | Jessica Stanley    |                          |
| 2010 | Scott Pilgrim vs. the World             | Stacey Pilgrim     |                          |
| 2011 | 50/50                                   | Katherine McKay    |                          |
| 2011 | The Twilight Saga: Breaking Dawn Part 1 | Jessica Stanley    |                          |
| 2012 | What to Expect When You're Expecting    | Rosie Brennan      |                          |
| 2012 | ParaNorman                              | Courtney Babcock   | Stem                     |
| 2012 | The Company You Keep                    | Diana              |                          |
| 2012 | End of Watch                            | Janet Taylor       |                          |
| 2012 | Pitch Perfect                           | Beca Mitchell      | Hoofdrol                 |
| 2013 | Drinking Buddies                        | Jill               |                          |
| 2013 | Rapture-Palooza                         | Lindsay Lewis      |                          |
| 2014 | The Voices                              | Lisa               |                          |
| 2014 | Life After Beth                         | Erica Wexler       |                          |
| 2014 | Happy Christmas                         | Jenny              |                          |
| 2014 | The Last Five Years                     | Cathy Hiatt        |                          |
| 2014 | Cake                                    | Nina Collins       |                          |
| 2014 | Into the Woods                          | Assepoester        |                          |
| 2015 | Digging for Fire                        | Alicia             |                          |
| 2015 | Pitch Perfect 2                         | Beca Mitchell      | Hoofdrol                 |
| 2015 | Mr. Right                               | Martha McKay       |                          |
| 2016 | The Hollars                             | Rebecca            |                          |
| 2016 | Get a Job                               | Jillian Stewart    |                          |
| 2016 | Mike and Dave Need Wedding Dates        | Alice              |                          |
| 2016 | Trolls                                  | Poppy              | Stem                     |
| 2016 | The Accountant                          | Dana Cummings      |                          |
| 2017 | Table 19                                | Eloise McGarry     |                          |
| 2017 | Pitch Perfect 3                         | Beca Mitchell      | Hoofdrol                 |
| 2018 | A Simple Favor                          | Stephanie Smothers |                          |
| 2019 | The Day Shall Come                      | Kendra Glack       |                          |
| 2019 | Noelle                                  | Noelle Kringle     |                          |
| 2020 | Trolls World Tour                       | Poppy              | Stem                     |
| 2021 | Stowaway                                | Zoe Levenson       |                          |
| 2022 | Alice, Darling                          | Alice              |                          |
| 2023 | Self Reliance                           | Maddy              |                          |
| 2023 | Woman of the Hour                       | Cheryl Bradshaw    | Tevens regie en producer |
| 2023 | Trolls Band Together                    | Poppy              | Stem                     |

## Televisie
| Jaar | Programma                    | Rol            | Opmerking                                                                                         |
| ---- | ---------------------------- | -------------- | ------------------------------------------------------------------------------------------------- |
| 2007 | Viva Laughlin                | Holly          | 1 aflevering: "What a Whale Wants"                                                                |
| 2008 | Fear Itself                  | Shelby Johnson | 1 aflevering: "The Spirit Box"                                                                    |
| 2012 | Family Guy                   | Nora (stem)    | 1 aflevering: "Internal Affairs" (seizoen 10, aflevering 23)                                      |
| 2013 | Comedy Bang! Bang!           | zichzelf       | 1 aflevering: "Anna Kendrick Wears A Patterned Blouse & Burgundy Pants" (seizoen 2, aflevering 3) |
| 2014 | Saturday Night Live          | zichzelf       | 1 aflevering: "Anna Kendrick/Pharrell Williams"                                                   |
| 2017 | Trolls Holiday               | Poppy (stem)   | Kerstspecial                                                                                      |
| 2019 | Human Discoveries            | Jane (stem)    | Hoofdrol; tevens uitvoerend producent                                                             |
| 2020 | Down to Earth with Zac Efron | zichzelf       | Aflevering: "France"                                                                              |
| 2020 | Dummy                        | Cody Heller    | Hoofdrol; tevens uitvoerend producent                                                             |
| 2020 | Love Life                    | Darby Carter   | Hoofdrol; tevens uitvoerend producent                                                             |

## Discografie

### Singles
| Single met eventuele hitnotering(en) in de Nederlandse Top 40 | Datum van verschijnen | Datum van binnenkomst | Hoogste positie | Aantal weken | Opmerkingen                 |
| ------------------------------------------------------------- | --------------------- | --------------------- | --------------- | ------------ | --------------------------- |
| Cups                                                          | 2013                  | 12-10-2013            | 11              | 18           | Nr. 14 in de Single Top 100 |

| Single met hitnotering(en) in de Vlaamse Ultratop 50 | Datum van verschijnen | Datum van binnenkomst | Hoogste positie | Aantal weken | Opmerkingen                |
| ---------------------------------------------------- | --------------------- | --------------------- | --------------- | ------------ | -------------------------- |
| Cups                                                 | 2013                  | 21-09-2013            | 11              | 14*          | Nr. 9 in de Radio 2 Top 30 |

- Bibsys: 10025577
- Biblioteca Nacional de España: XX4986092
- Bibliothèque nationale de France: cb16218957x (data)
- Catàleg d'autoritats de noms i títols de Catalunya: 981058515378506706
- Gemeinsame Normdatei: 141558881
- International Standard Name Identifier: 0000 0001 1480 9212
- Library of Congress Control Number: no00086111
- MusicBrainz: 5c3dffd4-dc80-4331-a98e-101046d6b747
- Nationale Bibliotheek van Tsjechië: xx0159030
- Nationale Bibliotheek van Israël: 987007445270805171
- Nederlandse Thesaurus van Auteursnamen: 355335573
- Système universitaire de documentation: 145769860
- Virtual International Authority File: 121603659
- WorldCat: E39PBJwRWyyw3PY8wGTRKCKWXd